# Alf Karlsson
Alf Elving Karlsson, född 8 augusti 1971 i Staffanstorps församling, Malmöhus län, är en svensk politiker inom Miljöpartiet som var statssekreterare hos bostads- och digitaliseringsminister Peter Eriksson från juni 2016 till januari 2019.
Karlsson är jurist till utbildningen, har varit enhetschef vid Miljöpartiets riksdagskansli och var politiskt sakkunnig i statsrådsberedningen närmast innan han blev statssekreterare 2016.
Karlsson är också ledamot av kommunfullmäktige i Uppsala kommun.